# Bidegoyan
Bidegoyan (oficialmente en euskera: Bidania-Goiatz) es un municipio de Guipúzcoa (País Vasco, España) perteneciente a la comarca de Tolosaldea.
Bidegoyan nació en 1964, cuando se fusionaron dos municipios hasta entonces independientes: Vidania (Bidania) y Goyaz (Goiatz).
Se trata del municipio guipuzcoano cuyo casco urbano se sitúa a mayor altitud. Fisiográficamente se encuentra en medio de una cuenca endorreica. El municipio limita con Albístur al este, con Régil al noroeste y con Beizama al suroeste. Posee también un pequeño enclave de terreno al norte de Isasondo.
Entre Vidania y Goyaz apenas hay 1 km de distancia.

## Toponimia
Bidegoyan nació en 1964, cuando se fusionaron dos municipios hasta entonces independientes: Vidania (Bidania) y Goyaz (Goiatz). En vez de que el nuevo municipio tomara el nombre de Vidania-Goyaz que hubiera sido lo más convencional, los mandatarios del pueblo de aquel entonces inventaron un nuevo nombre para el naciente municipio. Este nombre es un curioso juego de palabras; ya que por un lado es un acrónimo formado por los nombres de las dos poblaciones que forman el municipio: BIDeGOYAn; y por otro lado significa en euskera 'en lo alto del camino'. Este nombre sirve perfectamente como descripción de la ubicación del municipio, ya que Bidegoyan se encuentra en una pequeña llanura rodeada de montes, a la que necesariamente hay que llegar, tanto desde Azpeitia, como desde Tolosa coronando un puerto de montaña. El municipio se encuentra literalmente enclavado "en lo alto del camino" que va desde Tolosa hasta Azpeitia. Posteriormente adoptó el nombre a la ortografía de la lengua vasca, pasando a llamarse oficialmente Bidegoian.
En el año 2013, el ayuntamiento decidió cambiar el nombre oficial del municipio de Bidegoian a Bidania-Goiatz.

## Demografía
Bidegoyan cuenta con una población de 532 habitantes (INE 2024).
| Gráfica de evolución demográfica de Bidegoyan entre 1970 y 2021 |
| |
| Población de derecho según los censos de población del INE Población de hecho según los censos de población del INEEntre el censo de 1970 y el anterior, aparece este municipio porque se fusionan los municipios Goyaz y Vidania |

## Economía
Bidegoyan tiene actualmente 508 habitantes (2017). La suma de las poblaciones de Vidania y Goyaz llegó a rondar los 1100 habitantes en la década de 1940. Posteriormente la población fue descendiendo hasta situarse en los 400 habitantes en 1991. Actualmente la población se ha estabilizado e incluso asiste a un ligero repunte. De la población del municipio Vidania tiene 412 habitantes y Goyaz 113.

## Administración y política
Resultados de las elecciones municipales para la alcaldía del municipio desde 1979 a 2007.
- Elecciones municipales 1979

El único partido que se presentó en el municipio fueron los independientes por Bidegoian, que consiguieron 109 votos, y los 7 escaños del municipio.
- Elecciones municipales 1983

Dos partidos se presentaron a la alcaldía del municipio. EAJ-PNV y Herri Batasuna. El partido EAJ-PNV fue el vencedor con 181 votos y 4 escaños, frente a los 109 y 3 escaños de Herri Batasuna.
- Elecciones municipales 1987

Tres partidos se presentan esta vez a las elecciones municipales. EAJ-PNV, Herri Batasuna y Eusko Alkartasuna. EA logró 164, lo que se tradujo en 4 escaños, Herri Batasuna logró 108 votos, lo que se tradujo en 2 escaños, y EAJ-PNV obtuvo 69 votos, lo que se tradujo en un escaño.
- Elecciones municipales 1991

Tres partidos se presentan a estas elecciones a la alcaldía. Mantienen su candidatura Eusko Alkartasuna y EAJ-PNV, desaparece la candidatura de Herri Batasuna, a favor de los independientes por Bidegoian. EA obtuvo 145 votos, que se tradujo en 3 escaños, EAJ-PNV obtuvo 116 votos, que se tradujo en 2 escaños, y los Independentientes por Bidegoian obtuvieron 87 votos, logrando otros dos escaños.
| Partido político                                              | 2015  | 2015       | 2011  | 2011       | 2007  | 2007       | 2003        | 2003        | 1999  | 1999       | 1995  | 1995       |
| Partido político                                              | %     | Concejales | %     | Concejales | %     | Concejales | %           | Concejales  | %     | Concejales | %     | Concejales |
| Euskal Herria Bildu (EH Bildu)-Bildu                          | 60,55 | 4          | 59,87 | 4          | —     | —          | —           | —           | —     | —          | —     | —          |
| Garai Berriak (GB)                                            | 36,68 | 3          | —     | —          | —     | —          | —           | —           | —     | —          | —     | —          |
| Partido Socialista de Euskadi-Euskadiko Ezkerra (PSE-EE PSOE) | 0,69  | 0          | 0,00  | 0          | —     | —          | —           | —           | —     | —          | —     | —          |
| Goiz-Bini (G-B)                                               | —     | —          | 37,86 | 3          | —     | —          | —           | —           | —     | —          | —     | —          |
| Partido Popular del País Vasco (PP)                           | —     | —          | 1,29  | 0          | 6,88  | 0          | 1,09        | 0           | —     | —          | —     | —          |
| Eusko Alkartasuna (EA)                                        | —     | —          | —     | —          | 80,42 | 7          | 92,41       | 7           | 50,85 | 4          | 47,91 | 3          |
| Euskal Herritarrok (EH)-Herri Batasuna (HB)                   | —     | —          | —     | —          | —     | —          | Ilegalizado | Ilegalizado | 46,76 | 3          | 26,37 | 2          |
| Euzko Alderdi Jeltzalea-Partido Nacionalista Vasco (EAJ-PNV)  | —     | —          | —     | —          | —     | —          | Con EA      | Con EA      | —     | —          | 25,04 | 2          |

## Historia
La primera mención escrita sobre Goyaz data de 1027.
Las primeras noticias referidas a Vidania datan de 1399, aunque todos los historiadores coinciden en que se trata de una población más antigua.
Desde entonces Bidania y Goyaz han transcurrido paralelas a lo largo de la historia. Ambas poblaciones fueron fundadoras y formaron parte de la alcaldía mayor de Sayaz, junto con Régil, Beizama y Aya. En 1563 la alcaldía mayor se deshizo y ambas poblaciones pudieron formar concejos independientes, aunque no llegaron a obtener el título de villas. Sin embargo la alcaldía mayor fue sustituida por la Unión de Sayaz, mediante la cual sus integrantes seguían enviando representantes comunes a las Juntas Generales de Guipúzcoa.
Debido a su localización geográfica en el centro de la provincia, Vidania fue elegida como sede donde se celebrarían la Juntas Particulares (es decir extraordinarias) de Guipúzcoa a partir de 1466. En 1470 el rey Enrique IV de Castilla revocó parcialmente su anterior disposición y estableció varias posibles sedes para las juntas guipuzcoanas, aunque entre ellas seguía estando la de Bidania. Cuando se celebraban en Bidania las juntas, la casa Usarraga era el edificio que las acogía. Posteriormente, tras su desaparición, estas se celebraban en la iglesia.
Ya en el siglo XX, y más concretamente en 1964 los municipios de Vidania y Goyaz se fusionan en un único municipio que se denominaría Bidegoyan.

## Personas destacadas
- Lorenzo Bereciartua (1895-1968): natural de Vidania. Sacerdote y catedrático de derecho canónico. Fue obispo de Andeca, Sigüenza y finalmente de San Sebastián a partir de 1963.
- Manuel Eguiguren Galarraga (1930-2012): natural de Goyaz. Obispo auxiliar de El Beni en Bolivia.
- José Agustín Orbegozo (1937): natural de Goyaz. Religioso, escritor y docente.
- Iñaki Otaegi, Gibitegi (1953): natural de Goyaz. Levantador de piedras. Es junto con Iñaki Perurena y Mieltxo Saralegi, el único harrijasotzaile que ha levantado una piedra de 300 kilogramos.